# The Connaught
The Connaught – zabytkowy luksusowy hotel położony na rogu Carlos Place i Mount Street w dzielnicy Mayfair w Londynie. Jest on własnością Maybourne Hotel Group, która również zarządza londyńskimi hotelami: Claridge’s i The Berkeley.  

## Historia
Hotel został otwarty w 1815 roku przez Alexandra Grillona przy Albemarle Street w Mayfair pod nazwą Prince of Saxe Coburg Hotel. Książę Westminster, ówczesny właściciel ziemski Mayfair, zlecił przebudowanie ulicy i tak powstał Carlos Place, przy którym mieści się obecnie hotel. W roku 1892 ówczesny właściciel hotelu Scorrier podjął decyzję o przebudowie hotelu. W roku 1897 Coburg Hotel został otwarty ponownie. W czasie I wojny światowej postanowiono zmienić nazwę hotelu aby nie brzmiała niemiecko. Hotel nazwano The Connaught  na cześć jednego z synów królowej Wiktorii, Artura księcia Connaught. 
W czasie II wojny światowej w hotelu mieszkali francuski generał Charles de Gaulle i amerykański admirał Alan G. Kirk, który planował tu inwazję na Normandię. W 1956 roku Connaught został przejęty przez Savoy Group, właścicieli Claridge's, The Berkeley i Savoy Hotel w Londynie. W 2005 roku Grupa Savoy została sprzedana nowym inwestorom i przemianowana na Maybourne Hotel Group. W roku 2007 została przeprowadzona gruntowna renowacja hotelu – ponowne otwarcie nastąpiło w grudniu 2007. Obecnie hotel jest zaliczany do najbardziej renomowanych hoteli w Londynie. 
The Connaught gościł wiele znanych osobistości, w tym m.in. króla Edwarda VII, księżnę Grace, Cecila Beatona, Cary’ego Granta, Davida Nivena, Lauren Bacall, Erica Claptona, Jacka Nicholsona, Ralpha Laurena oraz Ingrid Bergman. 

## Galeria

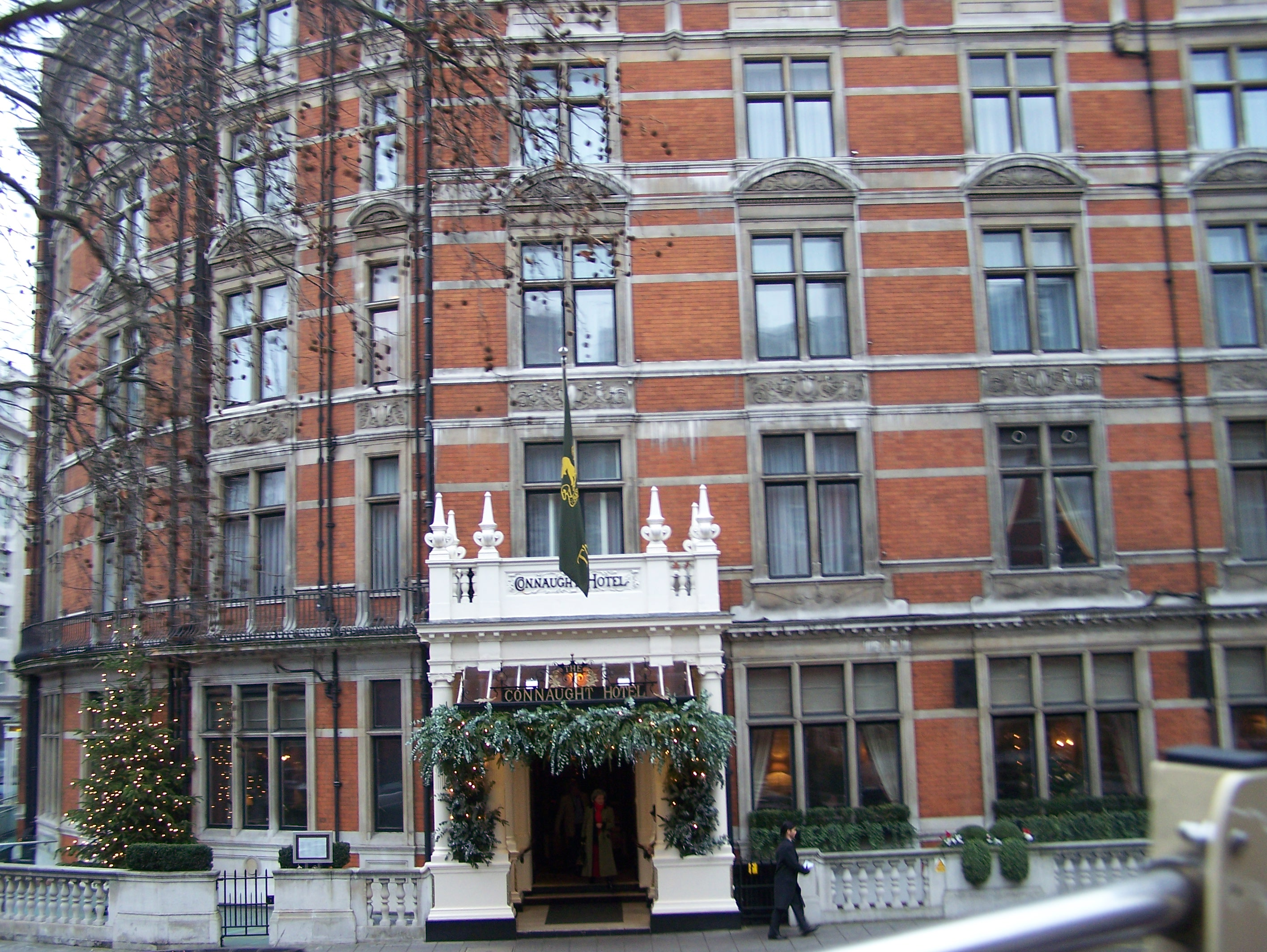
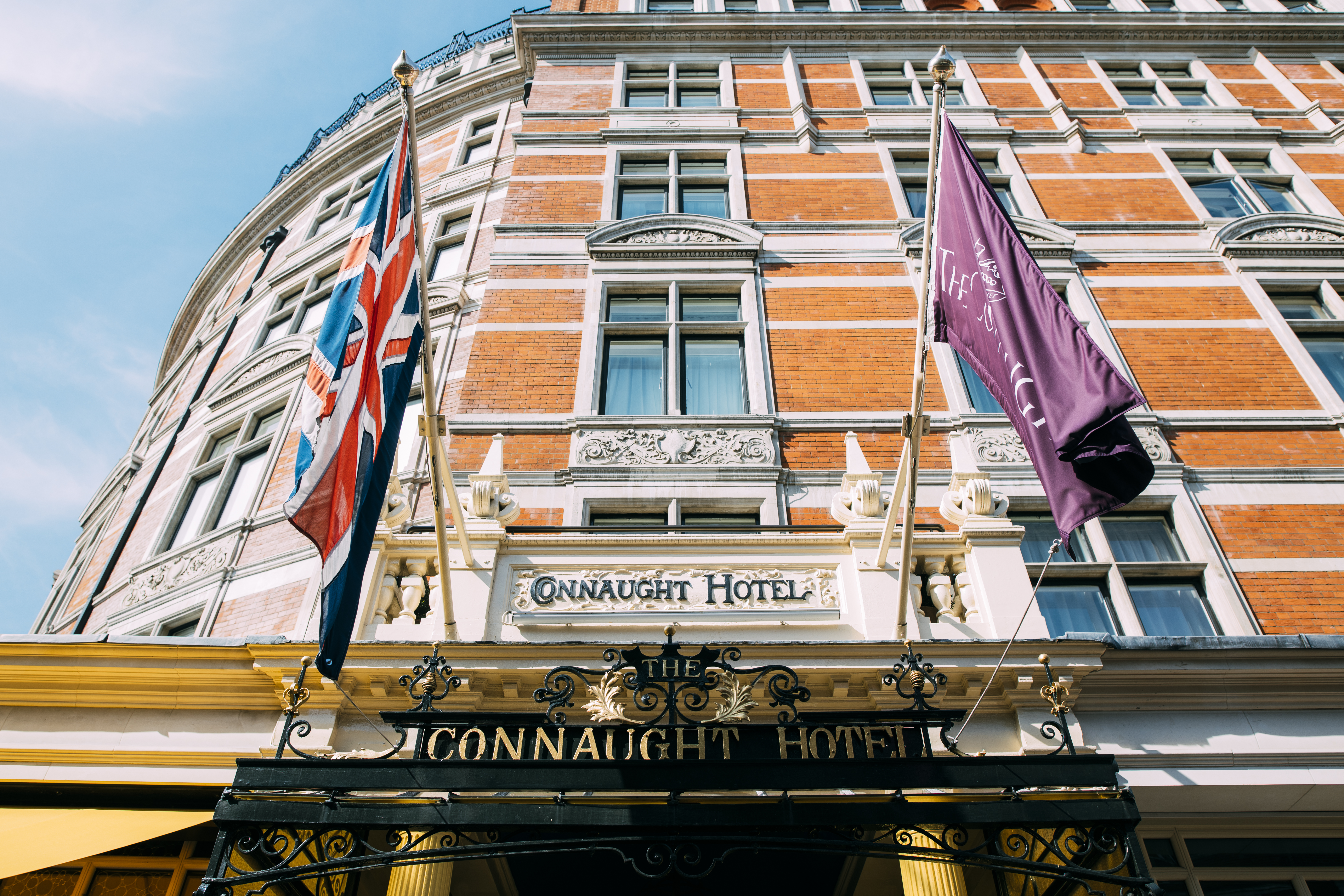
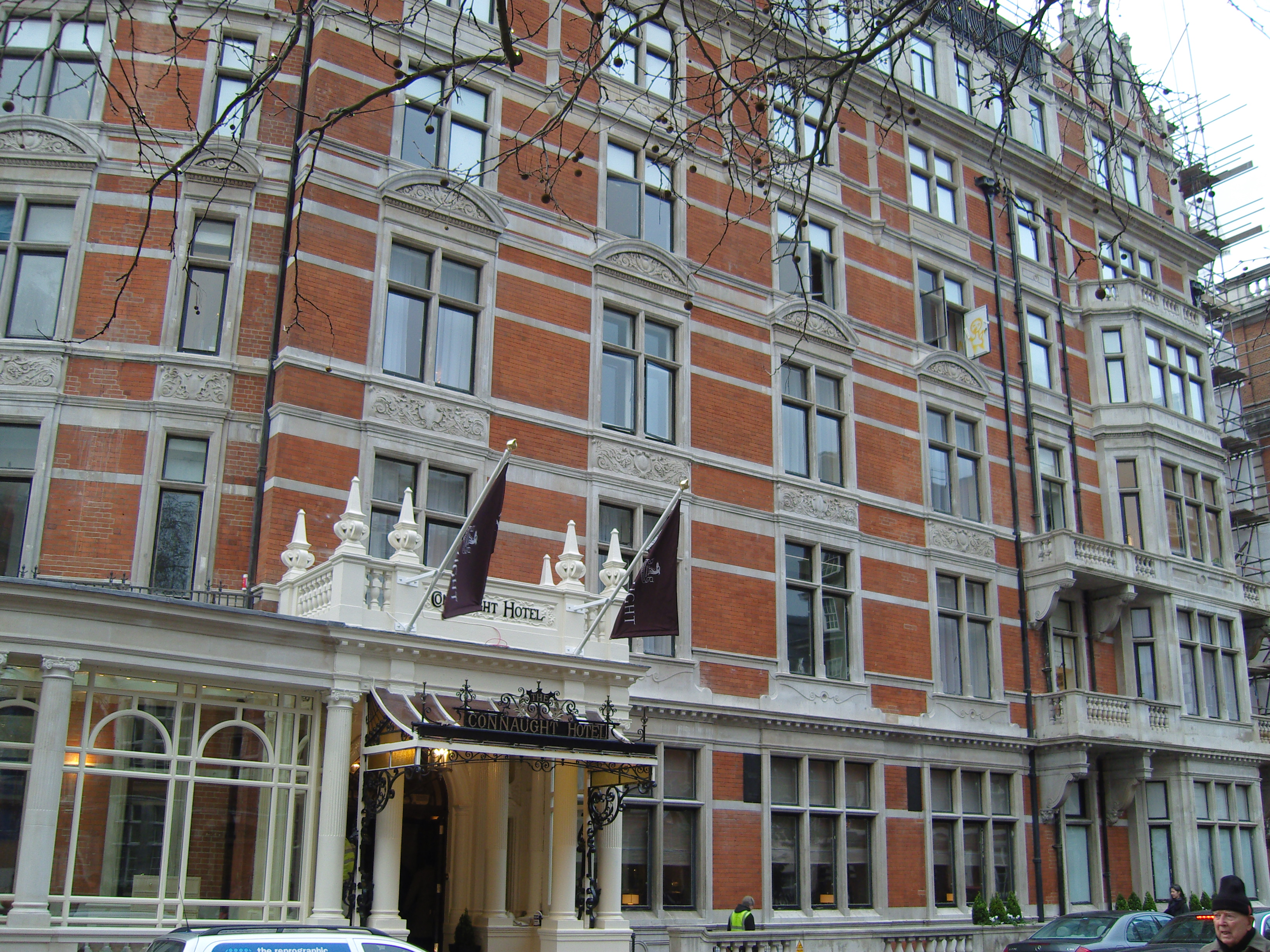
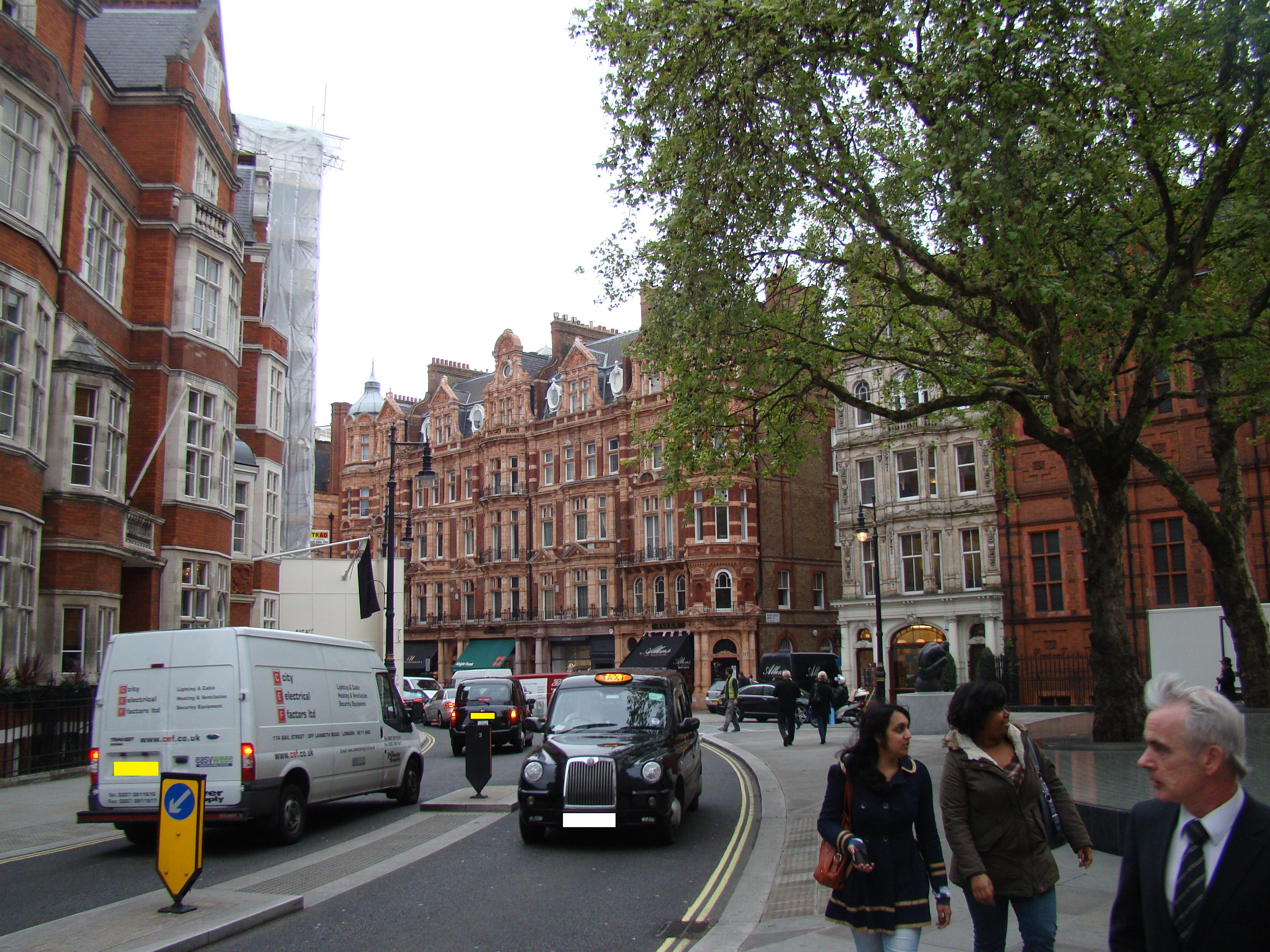
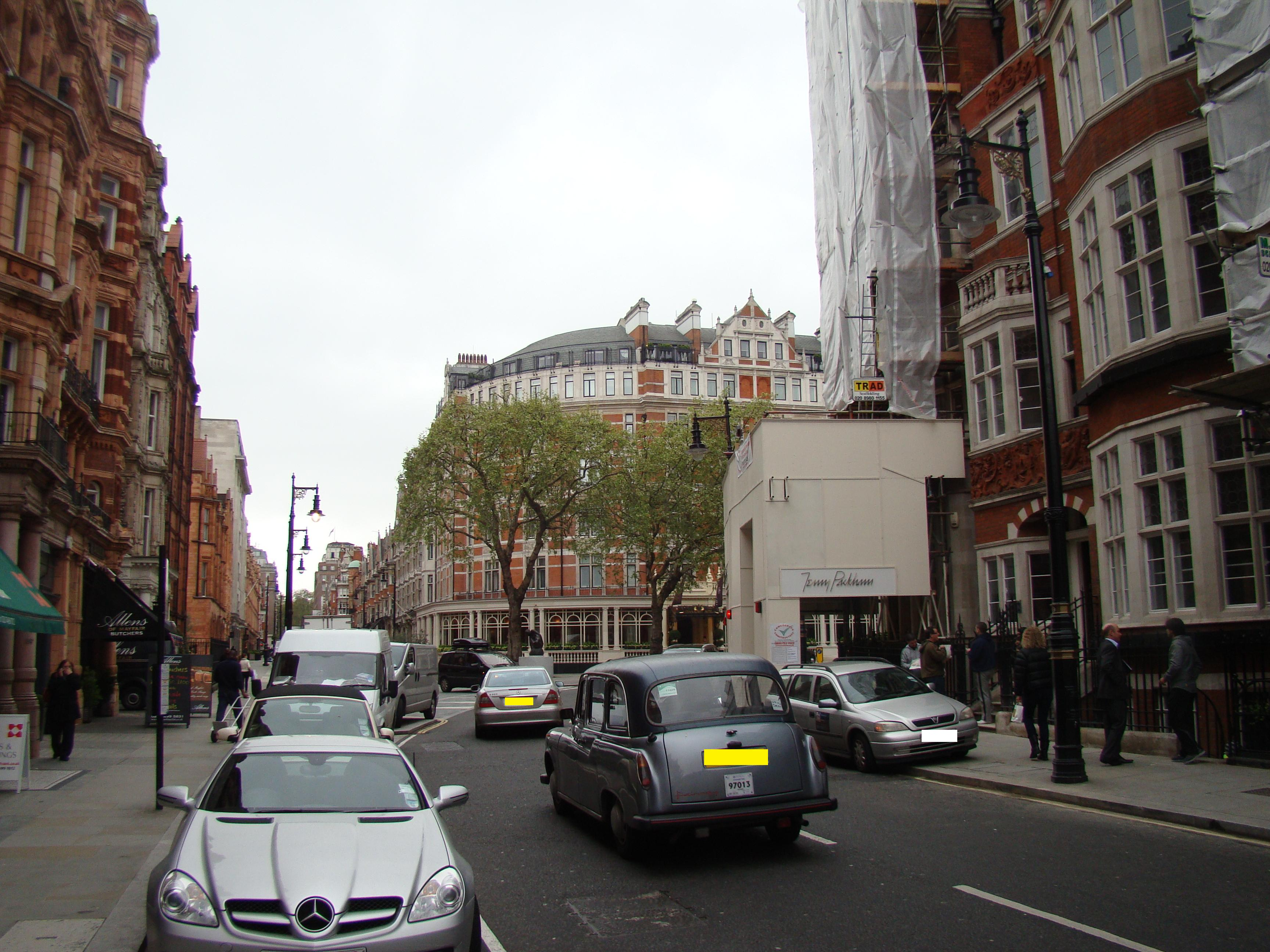